# Ophrestia radicosa
Ophrestia radicosa är en ärtväxtart som först beskrevs av Achille Richard, och fick sitt nu gällande namn av Bernard Verdcourt. Ophrestia radicosa ingår i släktet Ophrestia och familjen ärtväxter. Inga underarter finns listade i Catalogue of Life.